# Rheinkrake

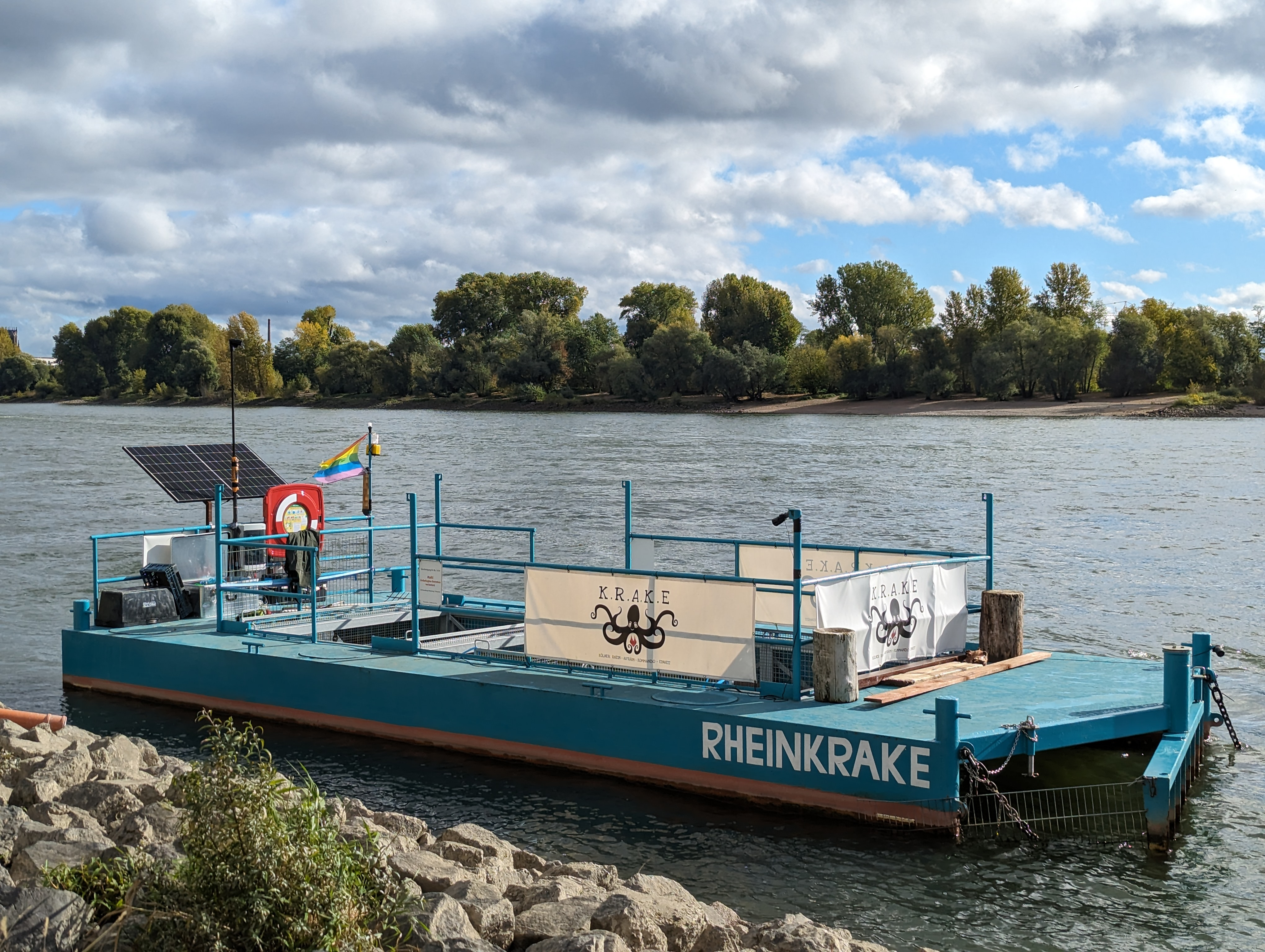
Müllsammler Rheinkrake (2023)

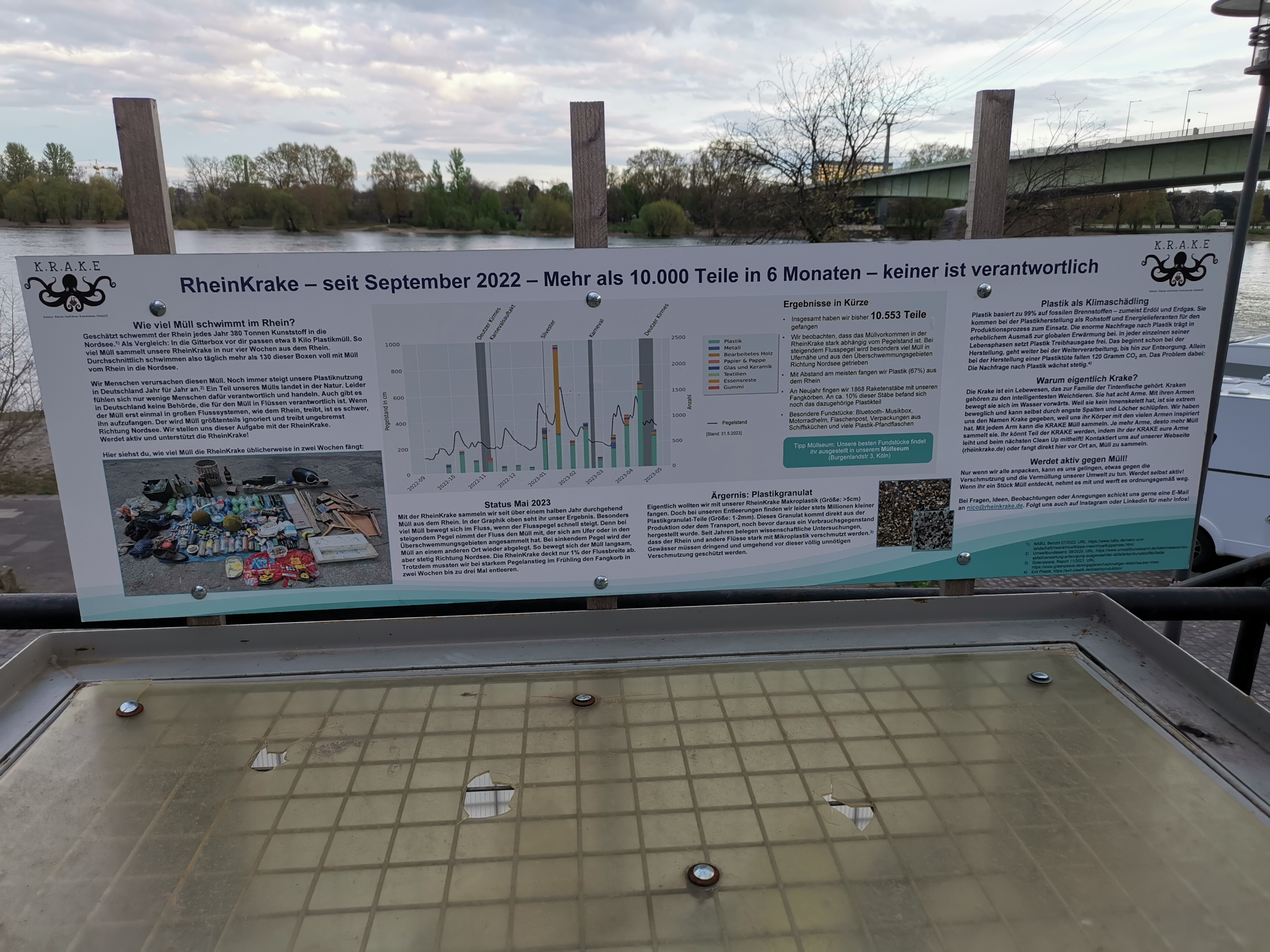
Infotafel zum Müllproblem am Rhein

Die Rheinkrake ist eine schwimmende, passive Müllfalle auf dem Rhein. Sie wird seit September 2022 von dem gemeinnützigen Verein K.R.A.K.E betrieben.

## Beschreibung
Der gemeinnützige Verein K.R.A.K.E betreibt in Köln seit September 2022 die privat initiierte und -finanzierte Müllfalle „Rheinkrake“. Sie ist seit dem 8. September 2022 bei Rheinkilometer 690,3 in Köln verankert und die erste Plattform dieser Art in Deutschland. Die Konstruktion ist nach britischem Vorbild gebaut und 10,3 Meter lang und 4,7 Meter breit. Die Öffnung des stählernen Fangkorbs beträgt 3 Meter. Der Abfall wird durch die Strömung hineingetrieben. Ein zusätzlicher Leitfangzaun erweitert die abgedeckte Fläche, je nach Wasserpegel, auf bis zu 12 Meter. Der abgefangene Müll wird alle zwei Wochen von ehrenamtlichen Helfern aus der Müllfalle geholt und anschließend wissenschaftlich ausgewertet.
Täglich fließt mehr als eine Tonne Abfall den Rhein hinab in die Nordsee. Laut NABU kommen allein bei Kunststoffabfällen 380 Tonnen im Jahr zusammen, aber auch Sonderabfälle. In den Fangkörben der „Rheinkrake“ finden sich neben ungefährlichen Abfällen unter anderem Farbeimer, Reinigungsmittel, Leuchtstoffröhren, batteriebetriebene Elektrogeräte wie Bluetooth-Boxen, lose Batterien sowie benutzte Spritzen.